# Natoi La
Natoi La (kinesiska: Naidui La, 乃堆拉) är ett bergspass i Kina. Det ligger i den autonoma regionen Tibet, i den sydvästra delen av landet, omkring 350 kilometer sydväst om regionhuvudstaden Lhasa.
Runt Natoi La är det ganska tätbefolkat, med 155 invånare per kvadratkilometer. I omgivningarna runt Natoi La växer i huvudsak blandskog.
Genomsnittlig årsnederbörd är 2 607 millimeter. Den regnigaste månaden är juli, med i genomsnitt 569 mm nederbörd, och den torraste är november, med 2 mm nederbörd.